# Omer Van Boxelaer
Omer Van Boxelaere, né le 7 septembre 1924 et décédé le 19 septembre 2006, est un joueur et entraîneur de football belge. Auteur d'une carrière de joueur plutôt modeste, il obtient plus de succès comme entraîneur, officiant plusieurs saisons en Division 1.

## Carrière
Omer Van Boxelaere arrive au Lyra TSV, une équipe de Division 1, en 1947. Il y reste deux saisons sans parvenir à s'imposer dans le onze de base puis décide de quitter le club pour jouer dans les séries inférieures. En 1953, il rejoint les rangs du Racing Club de Tournai, actif en Division 3. Deux ans plus tard, il est champion dans sa série et accède à la deuxième division. Les résultats sont plutôt moyens en championnat mais le club se fait remarquer par ses performances en Coupe de Belgique 1955-1956, dont il remporte la finale. Omer Van Boxelaere ne participe toutefois pas à ce match et met un terme à sa carrière de joueur en fin de saison.
Il se reconvertit comme entraîneur et décroche son premier poste dans une équipe senior au K Boom FC en 1959, alors que le club vient d'être relégué en troisième division. Après deux saisons d'adaptation, il termine quatrième en 1962 et décroche le titre un an plus tard, permettant au club de remonter en Division 2. Il n'y reste que deux saisons avant une nouvelle relégation en 1965. Omer Van Boxelaere quitte alors le club et prend en mains le SK Beveren-Waes, qui évolue également en Division 3. Dès sa première saison au poste, il mène le club au titre de champion dans sa série.
Grâce aux bons résultats obtenus dans les divisions inférieures, Omer Van Boxelaere reçoit alors l'opportunité de diriger une équipe de Division 1, en l'occurrence le Beerschot. Il quitte donc Beveren après ce titre pour rejoindre l'élite mais les résultats ne sont pas à la hauteur des attentes et le club termine seulement dixième. Il est remplacé par Louis Van Beneden et retourne entraîner dans les divisions inférieures. En 1971-1972, il est de retour en première division aux commandes du Crossing Schaerbeek, échappant de peu à la relégation. Un an plus tard, il prend les rênes du KAA La Gantoise, qui végête en deuxième division. La saison est catastrophique et voit le club chuter pour la première fois de son histoire en Division 3 après avoir terminé dernier du championnat. Omer Van Boxelaere prend alors sa retraite et ne dirigera plus d'équipe dans les divisions nationales.

## Palmarès

### Joueur
- 1 fois champion de Division 3 en 1955 avec le RRC Tournai

### Entraîneur
- 2 fois champion de Division 3 en 1963 avec le K Boom FC et en 1966 avec le SK Beveren-Waes.

### Sources et liens externes
- (nl) « Fiche du joueur », sur Belgian Soccer Database
- (nl) « Fiche de l'entraîneur », sur Belgian Soccer Database